# Ramtillkraut
Das Ramtillkraut (Guizotia abyssinica, Syn.: Guizotia oleifera DC.), auch Gingellikraut und Nigersaat genannt, ist eine Pflanzenart aus der Familie der Korbblütler (Asteraceae). Die ölhaltigen Samen der Kulturform dieser Art werden vielfältig genutzt, insbesondere als Vogelfutter. In Anlehnung an den geobotanischen Ursprung der Guizotia abyssinica in Ostafrika und Asien, namentlich Nigeria, sind die gängigen Bezeichnungen der Samen Nigersamen oder Nigersaat.

## Beschreibung
Das Ramtillkraut ist eine mehr oder weniger verzweigte, einjährige krautige Pflanze, die Wuchshöhen von bis zu 1,8 m erreicht. Im unteren Bereich des hohlen, leicht brechenden und violettlich gesprenkelten, grünlichen, haarigen Stängels sind die Blätter gegenständig, im oberen Bereich sind sie wechselständig angeordnet. Die einfachen, beidseitig weichbehaarten Laubblätter sind 10 bis 20 cm lang und 3 bis 5 cm breit. Sie sind ganzrandig bis unregelmäßig gezahnt, bewimpert und halbstängelumfassend, lanzettlich bis schmaleiförmig oder verkehrteiförmig. Die Spitze ist zugespitzt bis abgerundet, Nebenblätter fehlen.
Die zwei bis drei körbchenförmigen Blütenstände stehen zusammen. Die Blütenkörbchen haben einen Durchmesser von 15 bis 50 mm und enthalten acht zygomorphe Zungen- und meist 40 bis 60 radiärsymmetrische Röhrenblüten. Die Zungenblüte ist rein weiblich, gelb oder selten grünlich und 5 bis 20 mm lang. Die Röhrenblüte ist zwittrig und gelb bis leicht orange und enthält gelbe Staubblätter und einen haarigen Griffel mit zweilappiger Narbe. Die Hüllblätter (Hüllblatt) stehen in zwei Reihen, die inneren Hüllblätter ähneln den Spreublättern (Spreublatt) auf dem Körbchenboden. Am Grunde jeder Blüte findet sich ein Haarkranz. Die Bestäubung erfolgt durch Insekten. Diese Art ist selbstfertil. Es werden schwärzliche, kantige, etwa 3,5–5 mm lange und 1,5–2 mm breite Achänen ohne Pappus als Diasporen gebildet.
Die Vegetationszeit dieser Art dauert von Mai bis Oktober, die Blütezeit reicht von August bis September und die Samen reifen von September bis Oktober.
Die Chromosomenzahl beträgt 2n = 30.

## Vorkommen
Das Ramtillkraut war ursprünglich in Afrika von Äthiopien bis Malawi beheimatet. Es wird als unbeständiger Neophyt auch in Mitteleuropa gefunden. Über Vogelfutter wird es kontinuierlich neu eingeschleppt, hält sich aber wegen der klimatischen Bedingungen nur vorübergehend. In Deutschland erlangt es selten die Samenreife. Es kommt vor allem an Ruderalstandorten wie Schutthalden, Umschlagplätzen und Straßenrändern vor.

## Geschichte und Nutzung
Diese Art wurde wohl in Äthiopien domestiziert. Ihre Kulturform wurde wahrscheinlich schon vor dreitausend Jahren vom Menschen nach Indien eingeführt. Sie wird hauptsächlich in Äthiopien, Indien, Pakistan, Birma und Nepal angebaut. Nigersamen zählen zu den ölhaltigen Saaten und haben einen hohen Fett- und Proteinanteil.
Die Samen werden nach dem Frittieren gegessen. Aus den Samen wird Mehl produziert. Das Öl aus den Samen (Nigeröl, Ramtillöl) nutzt man zur Produktion von Seifen und Farben. Medizinisch wird das Öl zur Linderung von Rheuma eingesetzt.
Die Samen spielen in der Ernährung sowohl von Wald- als auch von Ziervögeln als Zusatzfutter eine mittlere bis große Rolle, vor allem gekeimt.
In der Mikrobiologie werden die Samen zur selektiven Anzucht von Krankheitserregern verwendet (Staib-Agar).
Ramtillkraut wird in Mitteleuropa als Zwischenfrucht bzw. Gründüngungspflanze genutzt, da es wegen seiner Frostempfindlichkeit zuverlässig abfriert.

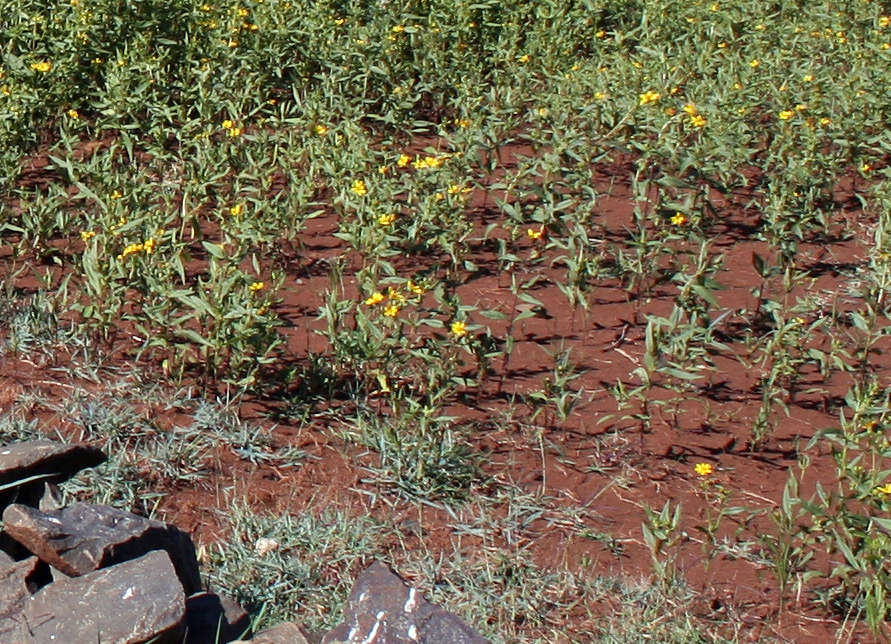
Ramtillkraut in Äthiopien/Amhara
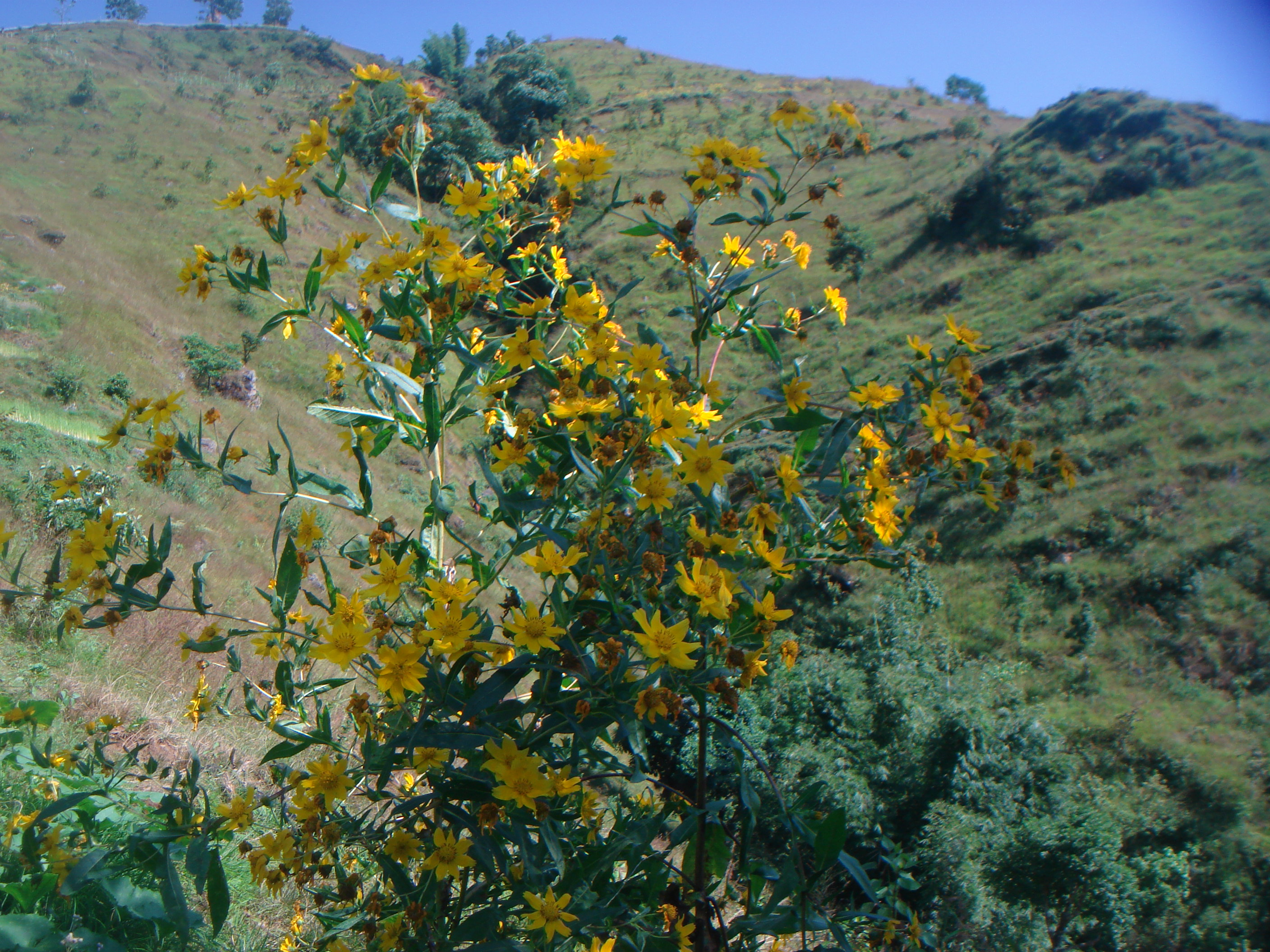
Ramtillkraut (Guizotia abyssinica)
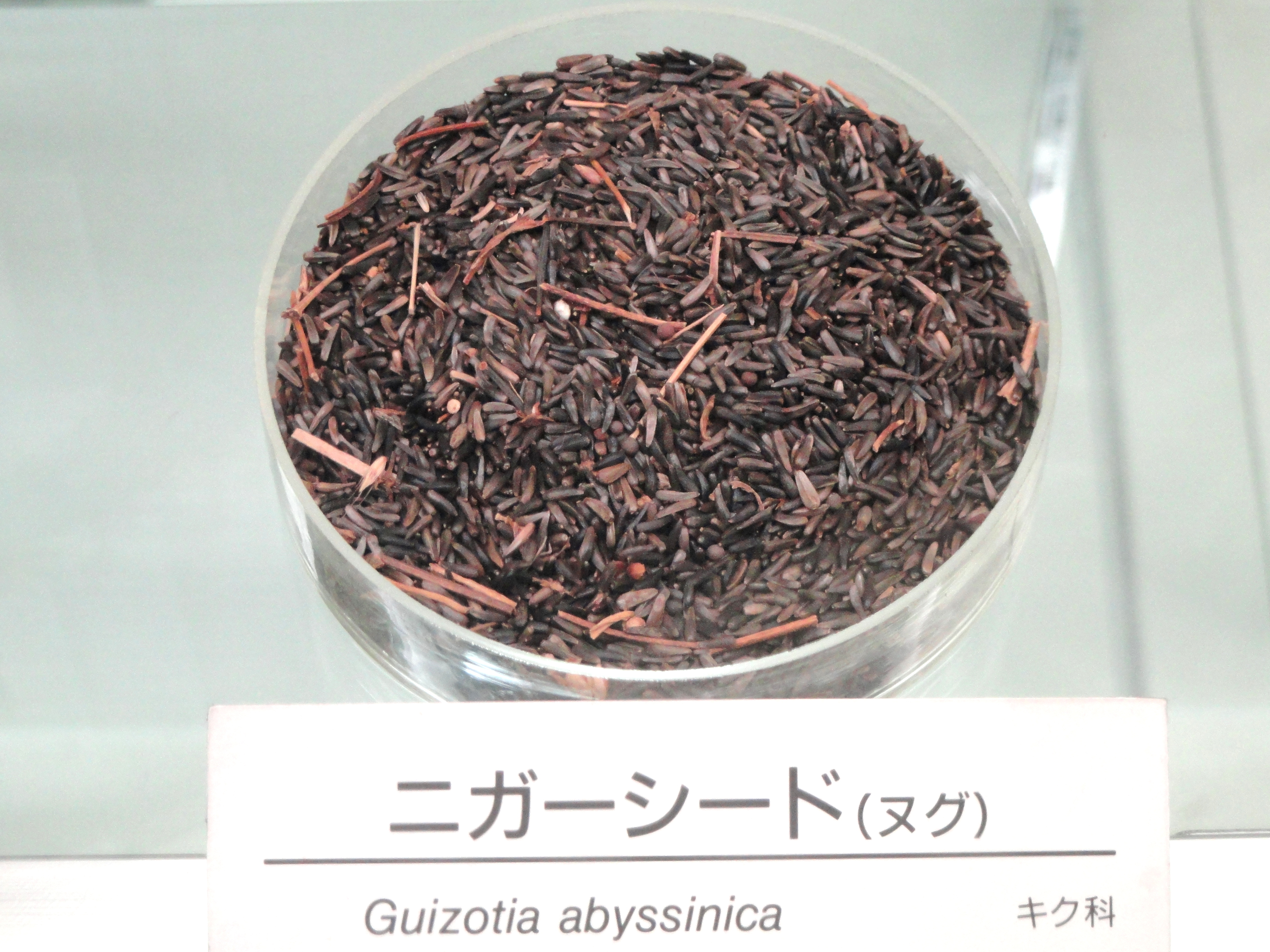
Samen von Guizotia abyssinica
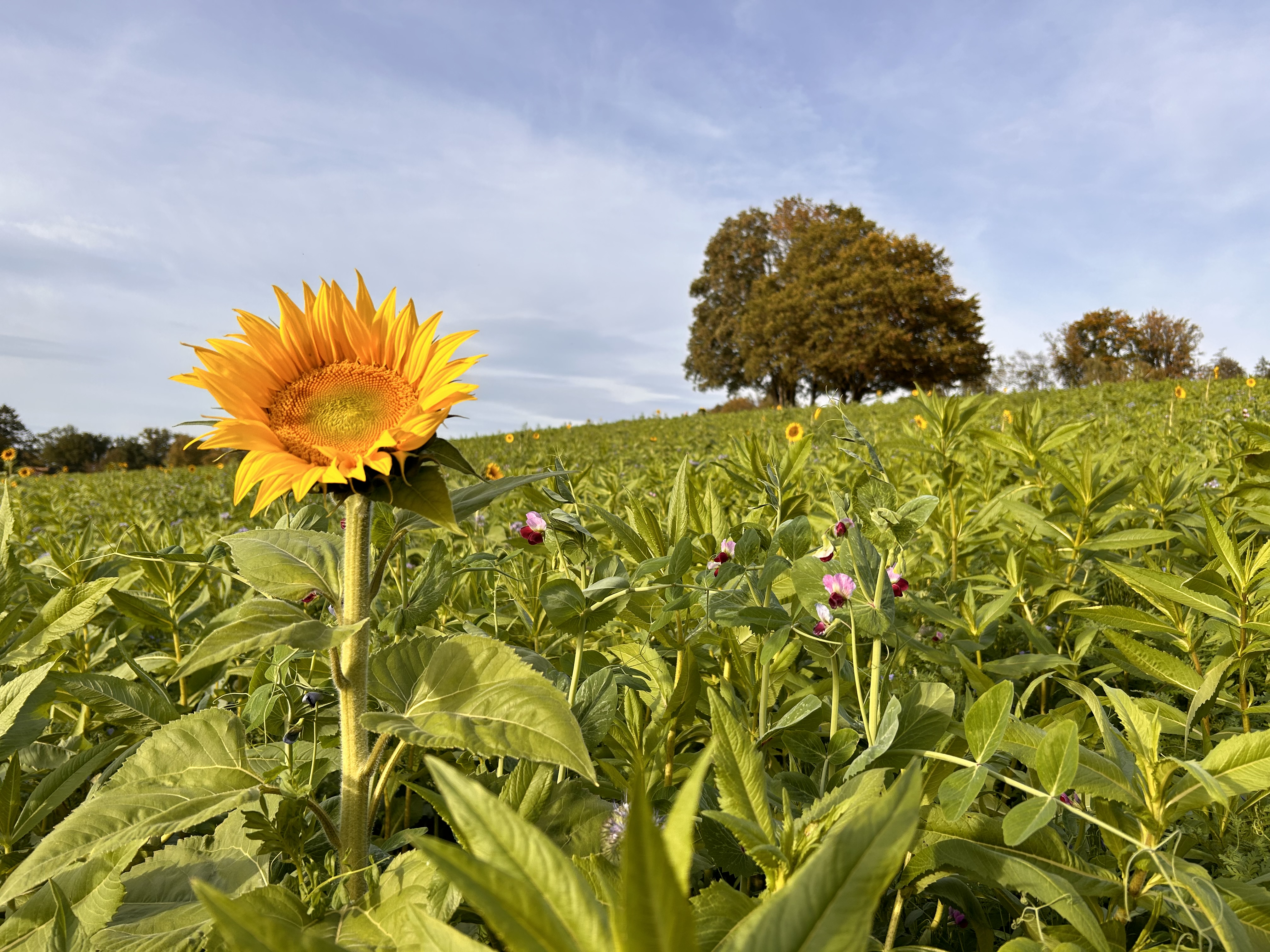
Feld mit Ramtillkraut und Sonnenblume am Zürichsee